# 石条街乡
石条街乡是中国陕西省安康市汉阴县下辖的一个乡。

## 行政区划
石条街乡下辖以下行政区：
合一村、高峰村、龙兴村